# Lyngby Sø
Lyngby Sø är en sjö på ön Sjælland i Danmark. Den ligger i Region Hovedstaden, i den östra delen av landet. Lyngby Sø ligger 19 meter över havet. Arean är 0,42 kvadratkilometer och sjön sträcker sig 0,7 kilometer i nord-sydlig riktning, och 1,2 kilometer i öst-västlig riktning.
Lyngby Sø ingår i Mølleås vanttensystem. Den högsta punkten i närheten är 43 meter över havet, 1,1 km nordost om Lyngby Sø. Söder om Lyngby Sø är det i huvudsak tätbebyggt (Kongens Lyngby). På norra sidan finns skog och träskmarker.